# Nothrus suramericanus
Nothrus suramericanus är en kvalsterart som beskrevs av Hammer 1958. Nothrus suramericanus ingår i släktet Nothrus och familjen Nothridae. Inga underarter finns listade i Catalogue of Life.